# Área Naval Austral
El Área Naval Austral (ANAU) es un comando de la Armada Argentina con sede en la Base Naval Ushuaia y dependiente del Comando de Adiestramiento y Alistamiento de la Armada.
Su jurisdicción comprende la Isla Grande de Tierra del Fuego, el canal Beagle y la Antártida Argentina.
Se creó el 16 de diciembre de 1974.

## Organización
El área geográfica de su jurisdicción comprende la provincia de Santa Cruz, la isla Grande de Tierra del Fuego e isla de los Estados, y los espacios marítimos australes que llegan hasta el paralelo 60° Sur.
La composición, despliegue de paz y relaciones orgánicas del Área Naval Austral (ANAU) es que la sigue:
- Área Naval Austral (ANAU). Asiento: Base Naval Ushuaia (Ushuaia, TF).
  - Base Aeronaval Río Grande (BARD). Asiento: Río Grande (TF).
  - Estación Aeronaval Ushuaia (EAUS). Asiento: Ushuaia (TF).
  - Apostadero Naval Puerto Deseado (ANPD)
  - División Patrullado Austral (DVPU). Asiento: Base Naval Ushuaia (Ushuaia, TF).
    - Lancha rápida ARA Indómita (P-86) (LRIT). Asiento: Base Naval Ushuaia (Ushuaia, TF).
    - Lancha patrullera ARA Barranqueras (P-62) (LPBR). Asiento: Base Naval Ushuaia (Ushuaia, TF).
    - Lancha patrullera ARA Baradero (P-61) (LPBD). Asiento: Base Naval Ushuaia (Ushuaia, TF).
    - Lancha patrullera ARA Clorinda (P-63) (LPCL). Asiento: Base Naval Ushuaia (Ushuaia, TF).
    - Lancha patrullera ARA Concepción del Uruguay (P-64) (LPCU). Asiento: Base Naval Ushuaia (Ushuaia, TF).
    - Remolcador ARA Toba (R-8)
    - Lancha patrullera ARA Zurubí (P-55) (LPZU). Asiento: Base Naval Ushuaia (Ushuaia, TF).

  - Hospital Naval Ushuaia (HNUS). Asiento: Ushuaia (TF).
  - Intendencia Naval